# 17121 Фернандонідо
17121 Фернандонідо (17121 Fernandonido) — астероїд головного поясу, відкритий 10 травня 1999 року.
Тіссеранів параметр щодо Юпітера — 3,393.